# Esteban Crespo
Esteban Crespo (Madri, 10 de junho de 1971) é um cineasta espanhol. Como reconhecimento, foi nomeado ao Oscar 2014 na categoria de Melhor Curta-metragem por Aquel no era yo.